# Kobiety w czerni
Kobiety w czerni (hiszp. Mujeres de negro) – meksykański serial telewizyjny z 2016 roku.
W rolach głównych Mayrín Villanueva, Alejandra Barros i Ximena Herrera.

## Obsada
- Mayrín Villanueva – Vanessa Leal Riquelme Vda. de Zamora
- Alejandra Barros – Jacqueline Acosta Valente Vda. de Rivera "Jackie"
- Ximena Herrera – Katia Millán Salvatierra Vda. de Lombardo
- Diego Olivera – Patricio Bernal
- Arturo Peniche – Bruno Borgetti
- Leticia Calderón – Irene Palazuelos Mondragón
- Alexis Ayala – Julio Zamora Aldama
- Bruno Bichir – Zacarías Zaldívar
- Marcelo Córdoba – Eduardo Quijano "Edy"
- Mark Tacher – Nicolás Lombardo Suárez
- Francisco Gattorno – Lorenzo Rivera
- Lourdes Reyes – Rita Kuri
- Emmanuel Palomares – José Rivera
- Manuel Ojeda – Lic. Moreno
- Julieta Egurrola – Isabela Aldama Vda. de Zamora
- Lilia Aragón – Catalina Suárez Vda. de Lombardo
- Diego Escalona – Diego Zamora Leal
- Pedro Sicard – Arturo Castellanos
- Marco de Paula – Sandro
- Yolanda Ventura – Giovanna
- Isabella Camil – Miriam del Villar
- Jean Paul Leroux – Sebastián Lascuráin
- Lupita Lara – Tania Zaldívar
- Juan Ángel Esparza – Víctor Martínez
- Iván Caraza – Esteban
- Paola Real – Danna Quijano
- Adanely Núñez – Rebeca
- Arlette Pacheco – Elisa Correa
- Ricardo Franco – Rico
- Maite Embil – Carmen Salinas
- Jonathan Kuri – Alberto Ramos
- Sandra Kai – Ximena
- Jony Hernández – Ramírez
- Michel Gregorio – Érick Kuri
- Luis Uribe – Antonio Benítez
- Susana Jiménez – Natalia
- Marco Uriel – Benjamín
- Maricarmen Vela – Aurora Mondragón Vda. de Palazuelos
- Polly – Angélica
- Ofelia Guiza – Roberta
- Juan Sahagún – Tomás Aguirre Monasterio
- Iván Bronstein – Marcial Mendoza
- Tina Romero – Genoveva Vda. de Bernal
- Juan Carlos Casasola – Joel
- Eduardo Liñán – Lizárraga
- Bea Ranero – Bárbara
- Socorro Bonilla – Directora del penal
- Sebastián Llapur – Andrés
- Luis Gatica – Fiscal
- Héctor Sáez – Juez
- Archie Lanfranco – Saúl

## Wersja polska
W Polsce pierwszy odcinek wyemitowano 2 grudnia 2016 o godzinie 19:30 w WP. Lektorem serialu był Marcin Sołtyk.

## Nagrody i nominacje

### Premios TVyNovelas 2017
| Kategoria                         | Osoba                  | Wynik     |
| --------------------------------- | ---------------------- | --------- |
| Najlepszy serial                  | Carlos Moreno Laguillo | Wygrana   |
| Najlepsza protagonistka z serialu | Mayrín Villanueva      | Nominacja |
| Najlepszy protagonista z serialu  | Diego Olivera          | Wygrana   |